# 小川利弘
小川 利弘（、1941年〈昭和16年〉2月3日 - ）はCGデザイナー。東京現像所所属。東京都出身。

## 来歴
1959年に東京現像所に入社。焼付、現像マンを経てオプチカルによるフィルムの特殊合成を担当。2009年時点では、同所のテクニカルアドバイザー兼ディレクター。
1989年『ゴジラvsビオランテ』からゴジラシリーズに参加。同シリーズは、川北紘一が特技監督を務めた同作品から合成量が増加し、合成の内容自体も複雑化していったことから一社ではまかなえないと判断し、複数社で合成作業を分担し小川がそれを管理するという体制を確立した。予算は厳しいものの、東宝は支払いが早いため、各社も快く引き受けてくれたという。
『ヤマトタケル』（1994年）よりデジタル技術を部分的に導入し、『ゴジラvsスペースゴジラ』（1995年）で本格的にデジタル技術を駆使した映像の制作を始めた。

## 代表作

### 映画
| 公開年月日     | 作品名                                    | 制作（配給）                                                                                                  | 役職                       |
| -------------- | ----------------------------------------- | --- | -------------------------- |
| 1989年12月16日 | ゴジラvsビオランテ                        | 東宝映画 （東宝）                                                                                             | コーディネーター           |
| 1991年12月14日 | ゴジラvsキングギドラ                      | 東宝映画 （東宝）                                                                                             | オプチカルスーパーバイザー |
| 1992年12月12日 | ゴジラvsモスラ                            | 東宝映画 （東宝）                                                                                             | オプチカルスーパーバイザー |
| 1993年12月11日 | ゴジラvsメカゴジラ                        | 東宝映画 （東宝）                                                                                             | オプチカルスーパーバイザー |
| 1994年7月9日   | ヤマトタケル                              | 東宝映画 （東宝）                                                                                             | 特殊視覚効果プロデュース   |
| 1994年12月10日 | ゴジラvsスペースゴジラ                    | 東宝映画 （東宝）                                                                                             | 特殊視覚効果プロデュース   |
| 1995年12月9日  | ゴジラvsデストロイア                      | 東宝映画 （東宝）                                                                                             | 特殊視覚効果プロデュース   |
| 1996年10月26日 | 八つ墓村                                  | 東宝映画 （東宝）                                                                                             | 特殊視覚効果プロデュース   |
| 1996年12月14日 | モスラ                                    | 東宝映画 （東宝）                                                                                             | 特殊視覚効果プロデュース   |
| 1997年12月13日 | モスラ2 海底の大決戦                      | 東宝映画 （東宝）                                                                                             | 特殊視覚効果プロデュース   |
| 1998年12月12日 | モスラ3 キングギドラ来襲                  | 東宝映画 （東宝）                                                                                             | 特殊視覚効果プロデュース   |
| 1999年12月11日 | ゴジラ2000 ミレニアム                     | 東宝映画 （東宝）                                                                                             | 特殊視覚効果プロデュース   |
| 2000年6月10日  | クロスファイア                            | 東宝映画 TBS （東宝）                                                                                         | 特殊視覚効果プロデュース   |
| 2000年12月16日 | ゴジラ×メガギラス G消滅作戦               | 東宝映画 （東宝）                                                                                             | 特殊視覚効果プロデュース   |
| 2001年5月12日  | 降霊                                      | 関西テレビ ツインズジャパン （スローラーナー）                                                                | デジタル合成               |
| 2001年12月15日 | ゴジラ・モスラ・キングギドラ 大怪獣総攻撃 | 東宝映画 （東宝）                                                                                             | 特殊視覚効果プロデュース   |
| 2002年12月14日 | ゴジラ×メカゴジラ                         | 東宝映画 （東宝）                                                                                             | 特殊視覚効果プロデュース   |
| 2003年3月15日  | 青の炎                                    | 角川書店 アスミック・エースエンタテインメント ジェイストーム 東宝 博報堂 東芝 アップフロントグループ （東宝） | デジタル合成               |
| 2003年4月5日   | 鏡の女たち                                | グルーヴコーポレーション 現代映画社 ルートピクチャーズ グルーヴキネマ東京                                     | デジタル合成               |
| 2003年12月13日 | ゴジラ×モスラ×メカゴジラ 東京SOS          | 東宝映画 （東宝）                                                                                             | 特殊視覚効果プロデュース   |
| 2004年12月4日  | ゴジラ FINAL WARS                         | 東宝映画 （東宝）                                                                                             | 特殊視覚効果プロデュース   |
| 2005年9月10日  | タッチ                                    | 小学館 日テレ 東宝映画 オー・エル・エム （東宝）                                                              | 特殊視覚効果プロデュース   |
| 2006年8月26日  | ラフ ROUGH                                | 小学館 日テレ 東宝映画 オー・エル・エム IMJエンタテインメント （東宝）                                        | 特殊視覚効果プロデュース   |
| 2008年12月13日 | 空へ-救いの翼 RESCUE WINGS-               | 「空へ-救いの翼 RESCUE WINGS-」製作委員会 （角川映画）                                                        | VFXプロデューサー          |

## 著書
- 西川タイジ、中野昭慶、桜井景一、宮西武史、小川利弘 、若狭新一、藤下忠男、杉村克之、市村昭弘、諏訪操旺、松尾和之、小形英正、髙澤公明、北條則明『トーク・アバウト・シネマ—「特撮・CG・VFX」から語る映像表現と仕事論』発行：シネボーイ/PAPER PAPER　発売：フィルムアート社、2017年4月1日。ISBN 4845916347。

## 受賞歴
- 1994年 - 第17回日本アカデミー賞協会特別賞[3][2][9]